# Hinduismus in Deutschland
Der Hinduismus in Deutschland hat ca. 100.000 Anhänger der Glaubensgemeinschaft. Dazu zählen schätzungsweise 42.000–45.000 tamilische Hindus aus Sri Lanka, 35.000–40.000 Hindus indischer Herkunft, 7.500 Hindus deutscher oder anderer europäischer Herkunft und 5.000 afghanische Hindus.

## Anfänge des Interesses am Hinduismus
Der Hinduismus in Deutschland war lange fast nur in der indologischen und religionskundlichen Literatur vertreten, als Religion lebendig überwiegend nur in der Glaubenspraxis der wenigen z. B. als Händler, Diplomaten oder Gastronomen in Deutschland lebenden Inder und Tamilen. Seit dem 19. Jahrhundert gab es eine kleine Anzahl von deutschen Anhängern hinduistischer Reformbewegungen. Die Rezeption des Hinduismus in Deutschland hatte zu Anfang des 19. Jahrhunderts mit Hegel, den Brüdern A.W. und F. Schlegel, Herder, W. von Humboldt, A. Schopenhauer und anderen einen kraftvollen Anfang im Zusammenhang des deutschen Idealismus und seiner Religionsphilosophie genommen und war von Anfang an religiös geprägt. Auf diesen Grundlagen entstand die deutsche Indologie, die mit Max Müller und Paul Deussen als bedeutenden Vertretern im späten 19. Jahrhundert die Quellenschriften des Hinduismus erschlossen und in systematischen Darstellungen zugänglich machten. Das Zitat Schopenhauers über die klassischen hinduistischen Lehrschriften, die Upanishaden, die Deussen seiner Ausgabe von 60 Upanischaden voranstellte, zeugt davon: „Es ist die belohnendste und erhebendste Lektüre, die … auf der Welt möglich ist; sie ist der Trost meines Lebens gewesen und wird der meines Sterbens sein.“

## Hare-Krishna-Bewegung seit den 1960er Jahren
Aktiv wurde diese vom indischen Subkontinent stammende Religion in kleinem Umfang in den 1960er und 1970er Jahren von mönchisch lebenden Angehörigen der Hare-Krishna-Bewegung verbreitet, die damals von den christlichen Kirchen zu so genannten Jugendreligionen gezählt wurde. Der erste Hare-Krishna-Tempel in Deutschland wurde 1970 in Hamburg eröffnet. In dieser Zeit wandten sich immer wieder junge Deutsche, die aus spirituellen und anderen Gründen nach Indien reisten, verschiedenen, in Deutschland meist als „Sekten“ bezeichneten Glaubensgruppen zu. So schlossen sie sich in Indien z. B. der Bewegung der Neo-Sannyas an, die dann auch in Deutschland Gemeinden unterhielt.

### Sri Sri Prahlada Narasimha Tempel in Jandelsbrunn
Einer der wichtigsten Tempeln der Hare Krishna Bewegung in Mitteleuropa, der um 1980 erbaut wurde, ist der ISKCON Tempel im Ort Jandelsbrunn, Niederbayern. Der Tempel ist der einzige Tempel außerhalb Indiens, bzw. im Westen, der ausschließlich dem 4. Vishnu-Avatara Narasimha Deva, der halb-Löwe-halb-Mensch-Inkarnation, der vor allem in Süd- und Südost-Indien verehrt wird, und seinem Gottgeweihten oder Bhakta Prahlada Maharaja geweiht wurde. Der Tempel zieht außer Mitgliedern der ISKCON auch zahlreiche Besucher aus den indischen Gemeinden in Deutschland und Österreich an, aber auch europa- und weltweit. Der Tempel mit seinen traditionellen vedischen Zeremonien ist für Besucher jeden Tag geöffnet.

## Tamilische Gemeinden seit den 1980er Jahren

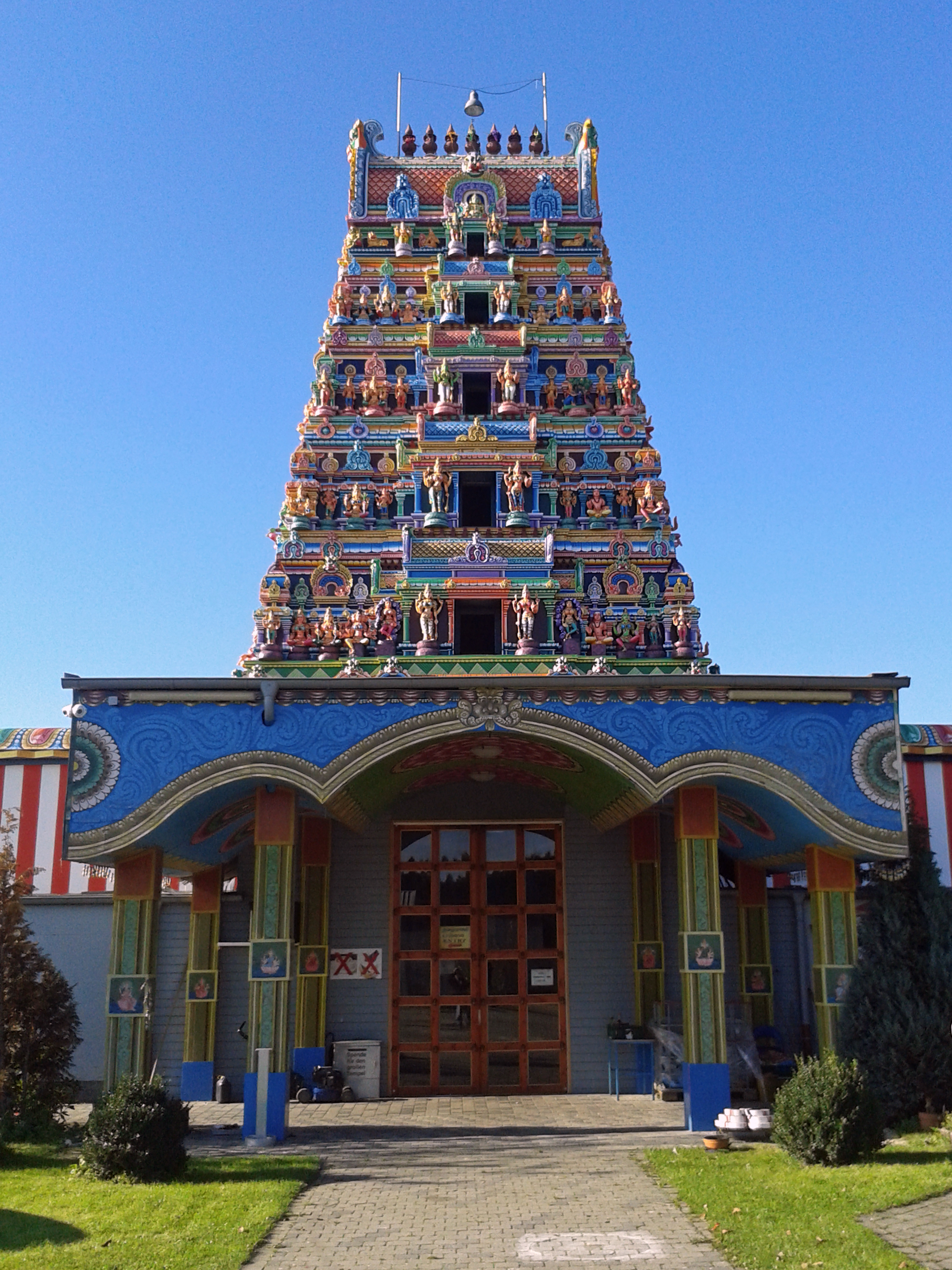
Sri Kamadchi Ampal Tempel in Uentrop

Eine große und stabile hinduistische Gemeinde bildete sich ab 1983, als in der Folge des Bürgerkriegs in Sri Lanka etwa 60.000 Tamilen nach Deutschland einwanderten. Davon sind ca. 45.000 praktizierende Hindus, die auch 24 kleine Tempel für ihre Gemeinden einrichteten. Oft waren diese einfach nur umgestaltete Kellerräume oder Wohnungen.

### Hindutempel in Uentrop
1993 feierten tamilische Gläubige in Hamm das jährliche Tempelfest mit einer öffentlichen Prozession für die Göttin Kamakshi. Das im Mai/Juni stattfindende Fest, das Jahr für Jahr 15.000 bis 20.000 Gläubige aus ganz Europa anzog, ermöglichte 1997 bis 2002 den Bau eines 27 mal 27 Meter großen hinduistischen Sri-Kamadchi-Ampal-Tempels im Hammer Stadtteil Uentrop mit einer Fläche von 700 m². Während der zweitgrößte Hindutempel in Europa, der Neasden-Tempel in London, im nordindischen Stil errichtet wurde, ist dieser drittgrößte Hindutempel in Europa originalgetreu im tamilischen Stil gebaut.

### Sri Ganesha Hindu Tempel in Berlin

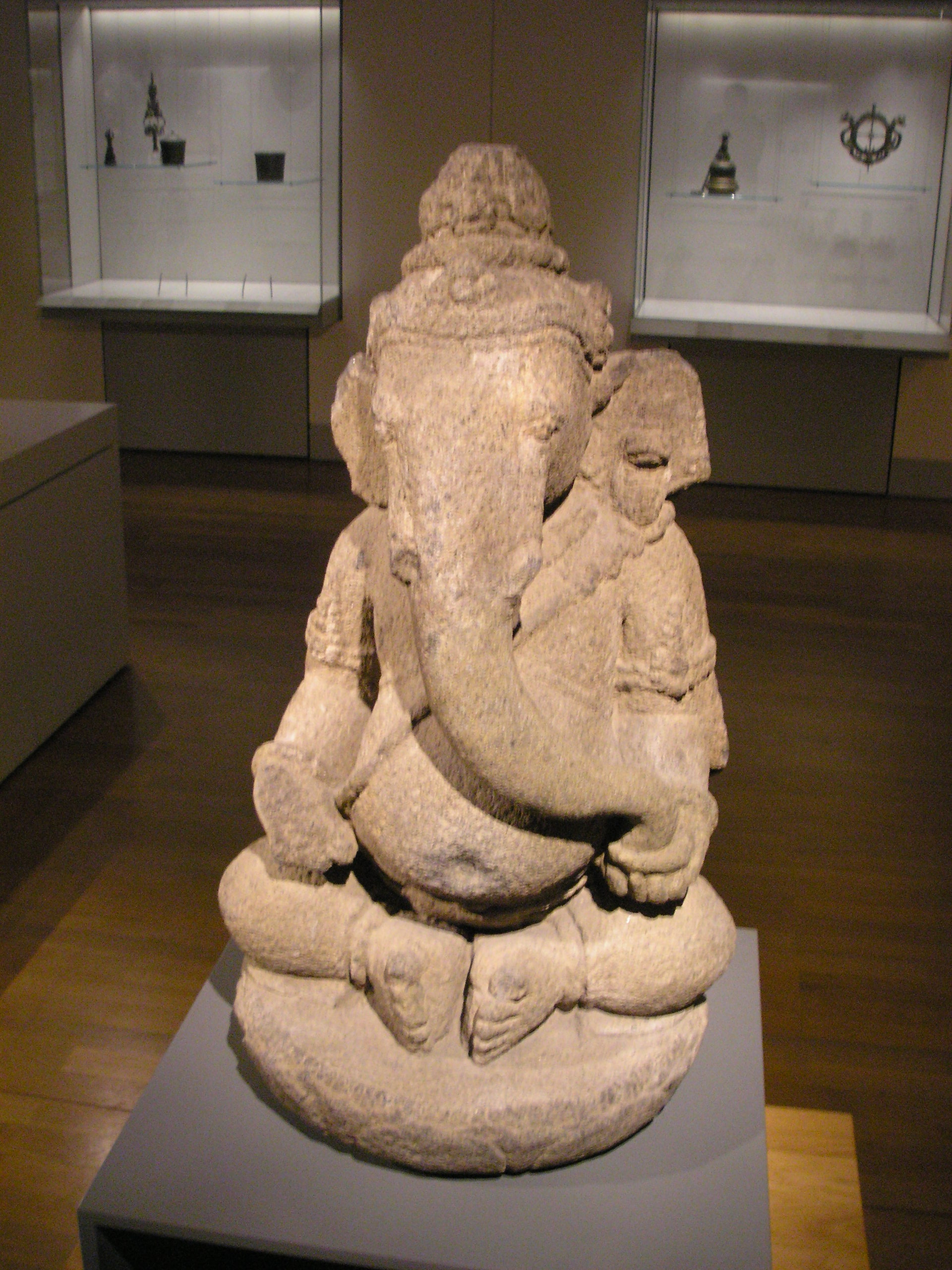
Ganesha-Skulptur im Museum für Indische Kunst, Berlin-Dahlem

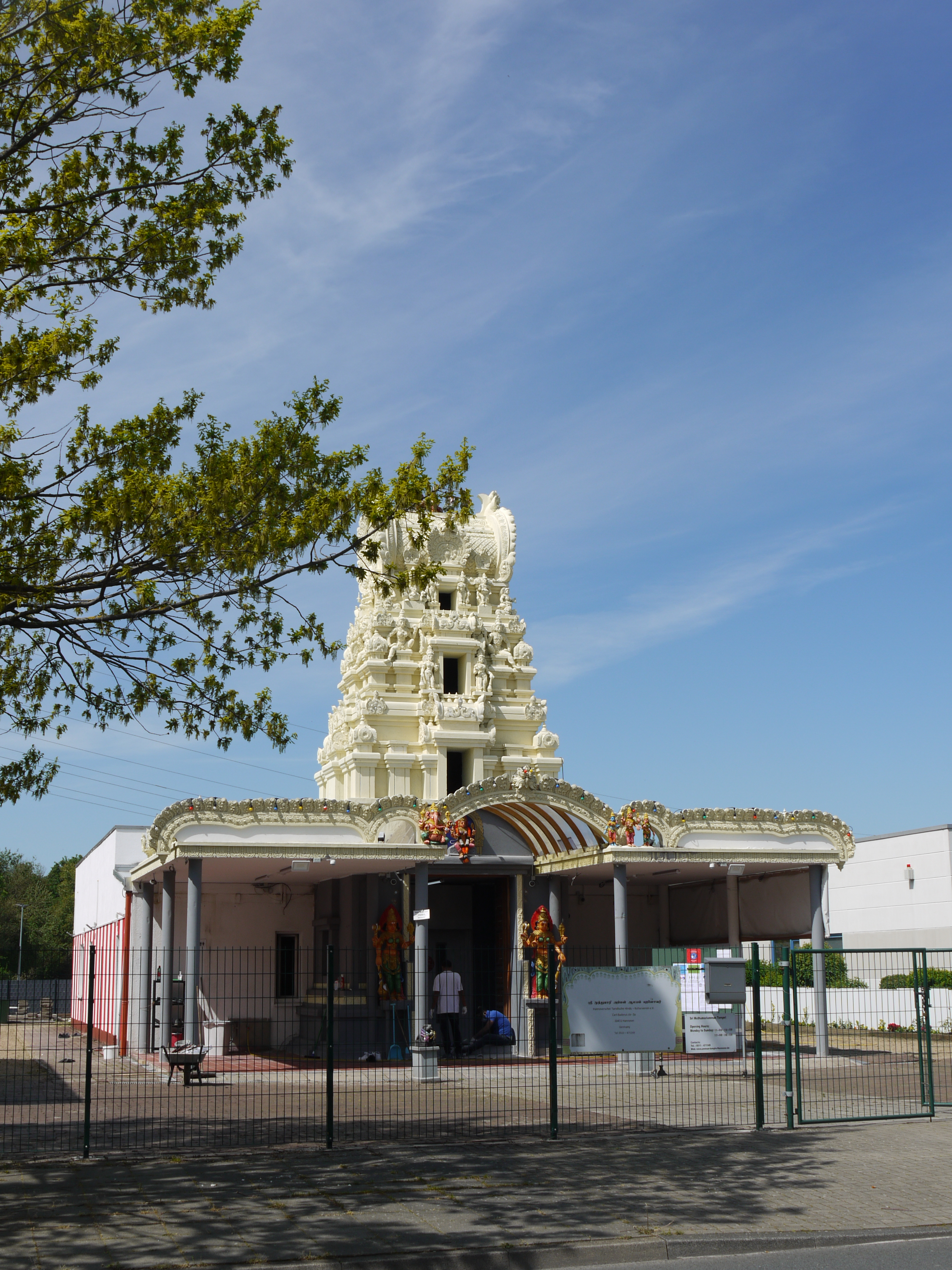
Sri-Muthumariamman-Tempel in Hannover

In Berlin, wo nach Angaben der Tempelbaugemeinschaft etwa 6.000 Hindus aus Indien, Sri Lanka und Bangladesch leben, wurde 2007 der erste Spatenstich für eine 4.600 m² große Tempelanlage ausgeführt im Volkspark Hasenheide im Bezirk Neukölln. Der Trägerverein Sri Ganesha Hindu Tempel e. V. plant den Bau des Sri-Ganesha-Hindu-Tempel Berlin.

### Sri Sittivinayagar Tempel in Stuttgart-Bad Cannstatt
Der seit 12 Jahren in Stuttgart befindliche Tempel beherbergt zahlreiche Götter, unter anderem den Elefantengott „Ganesha“. Dieser Tempel ist in der Bad Cannstatter Innenstadt angesiedelt, wenige Gehminuten von der S-Bahnhaltestelle entfernt.

### Sri Mahamariamman Tempel in Sulzbach-Altenwald
Der Sri Mahamariamman Tempel Saar wurde im Jahre 1994 in dem Gebäude und auf dem Gelände einer ehemaligen Gaststätte in Sulzbach-Altenwald errichtet. Damit ist er einer der ältesten Hindutempel in Deutschland und flächenmäßig der größte im Südwesten. Die Gemeinde umfasst das Saarland, Luxemburg und angrenzende Ortschaften in Frankreich, Baden-Württemberg und Rheinland-Pfalz. Der Tempel ist Sri Maha Mariamman, der hauptindischen Muttergöttin, gewidmet. Die Gläubigen sehen in der Göttin ihre eigene Mutter. Sie sorgt für Wohlergehen und Gesundheit, sie ist Begleiterin in schweren Tagen. Sri Maha Mariamman sitzt in dem großen prachtvollen Schrein in der Mitte des Raumes, ist mit prunkvollen Gewändern angetan und mit Blumen geschmückt. In Schreinen werden zudem Gottheiten wie Ganesha, Murugan, Shiva, Vairavar und andere verehrt.

### Kalyana Thiru Murugan Tempel in Bielefeld
Vor etwa zwölf Jahren hatte der Tamilische Kultur- und Bildungsverein mit Sitz in Bielefeld die Immobilie am Begaweg 11 gekauft. Bereits 2006 stellte der Verein einen Bauantrag, um die Räume in einen großen Gebetsraum umzugestalten. Im Oktober 2012 wurden die Arbeiten dazu abgeschlossen. Jetzt verfügt der Tempel auch über eine Fußbodenheizung und wurde am 27. Januar 2012 eröffnet.

### Sri Kurinchikumaran Tempel in Gummersbach
In Gummersbach wurde 2008 nach dem Sri-Kamadchi-Ampal-Tempel in Hamm der flächenmäßig größte hinduistische Tempel Deutschlands fertiggestellt. Namensgebend sind die Gottheit Murugan und die Pflanze Kurinji.

### Sri Muthumariamman Tempel in Hannover
In Hannover wurde 2009 der Sri-Muthumariamman-Tempel eingeweiht, der mit 140 m² der größte in Norddeutschland ist. Er liegt in einem Gewerbegebiet und ist äußerlich sehr schlicht gestaltet.

### Sri Sithivinayagar Hindu-Tempel in Nürnberg
In Nürnberg wurde 1998 der Sithivinayagar-Tempel in der Imbusstr.24 Nürnberg eingeweiht. Dies war in Bayern der erste Hindu-Tempel mit einer Fläche von 200 m² gewesen. Aufgrund unzureichender Fläche zog der Tempel im Jahre 2012 in die Humboldtstraße 103, 90459 Nürnberg um und wurde dabei in "Sri Sithivinayagar Tempel" umbenannt.

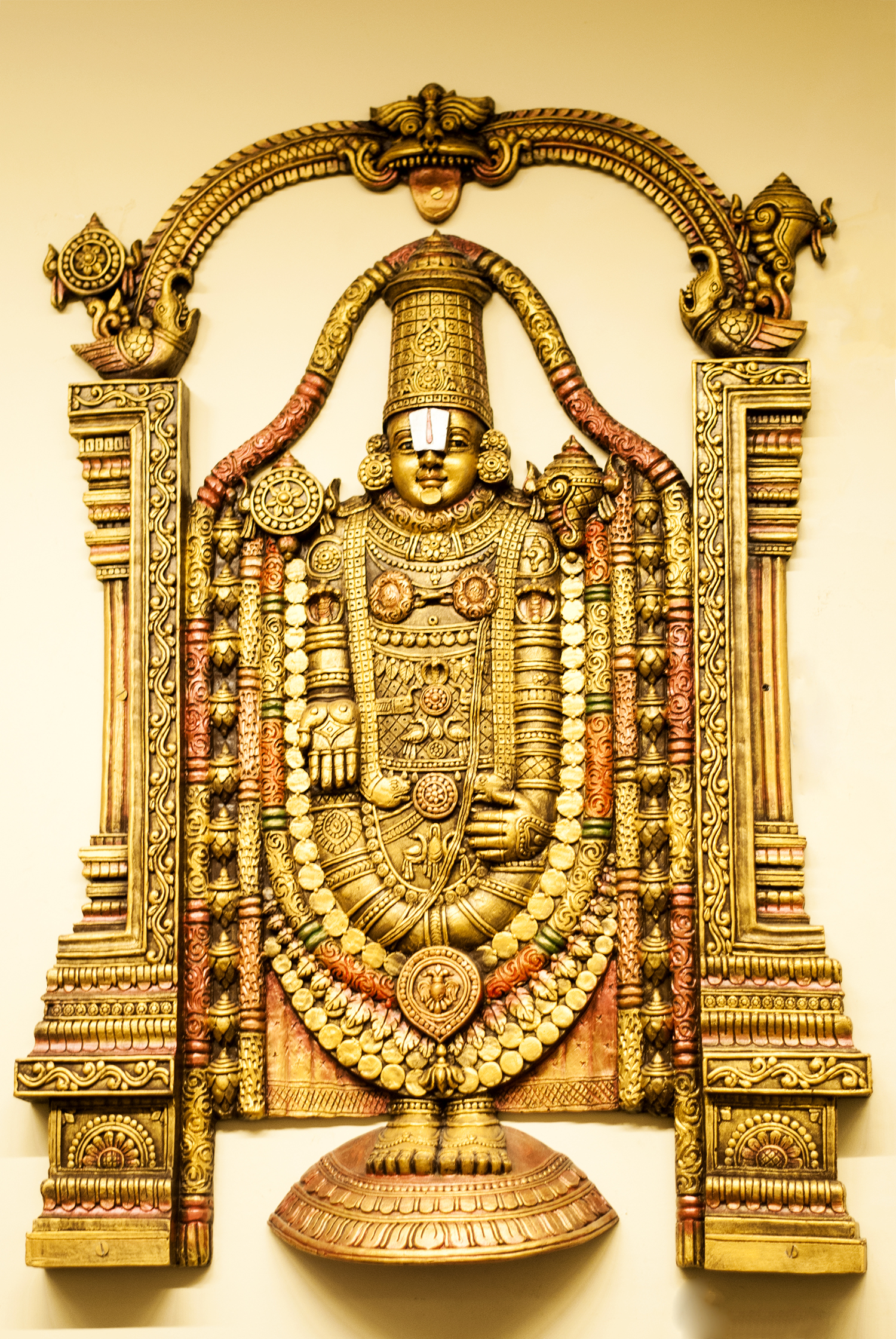

### Sri Venkateswara Perumal Vishnu Tempel in Hamm
In Hamm wurde 2017 der Sri Venkateswara Perumal Vishnu und Krishna Tempel in der Nassauerstr. 20 eingeweiht. Es ist der einzige Venkateswara Tempel in Deutschland, nach dem Vorbild des Tirumala Tirupati Tempels in Indien. Es gibt einen jährlichen Wagenumzug, bei dem ca. 1000 Gläubige aus Deutschland und dem Ausland anreisen. Die Zeremonien sind öffentlich und jeder Mensch, der den Prinzipien des Tempels folgt, kann zum Darshan kommen.

### Sri Navadurgadevi Tempel in Wuppertal
In Wuppertal-Unterbarmen steht der Sri Navadurgadevi Tempel in der Hünefeldstr. 63b im Hinterhof. Er ist der Göttin Dhurga gewidmet. Der Umzug zu Ehren der Göttin findet jährlich Ende Mai / Anfang Juni statt und zieht bis zu 3.000 Gläubige (2024) an.

## Yoga-Bewegung
Fast überall verbreitet ist in Deutschland das Yoga. Eine Vorstellung von Zahlen und Dynamik der Yoga-Bewegung vermittelt folgende Aussage von F. Eißler im Lexikon der Evangelischen Zentrale für Weltanschauungsfragen (EZW) im Jahr 2009: „Gab es vor 20 Jahren in Deutschland rund 2000 Yogalehrende, sind es heute bereits deutlich mehr als 10000, der Wachstumstrend hält an.“ Organisiert ist ein Teil von ihnen im „Berufsverband der Yogalehrenden in Deutschland“ (BDY seit 1967, heute ca. 2500 Mitglieder) mit Sitz in Göttingen sowie im „Berufsverband der Yoga Vidya Lehrer/innen“ (BYV), dem zweitgrößten Verband in Deutschland mit Sitz in Frankfurt a. M. und etwa 1400 Mitgliedern. Sieben Yogaverbände haben im Juni 2007 den „Deutschen Yoga Dachverband“ (DYV, Hamburg) gegründet, um die gemeinsamen Interessen öffentlich zu vertreten und dem Erhalt und der Förderung der Vielfältigkeit des Yoga zu dienen.". Über den Yoga, seine Ausformungen, Lehre und Entwicklung, sowie seine Geschichte in Deutschland informiert umfassend ein repräsentatives Sammelwerk: Der Weg des Yoga – Handbuch für Übende und Lehrende. Yoga wird v. a. durch private Yoga-Schulen und durch rund 750 Volkshochschulen angeboten. Bis 1989 hatten rund 200 000 Teilnehmer an 12 600 Yoga-Kursen teilgenommen. Inzwischen dürften es in Deutschland über 1 Million sein. Zum Vergleich: In den USA wird Yoga von etwa 8 % der Bevölkerung praktiziert. Die Auffassung, dass Yoga nur als gesundheitsfördernde Gymnastik oder als Atemtherapie und Entspannungstechnik. praktiziert wird, übersieht die in Yoga-Zeitschriften und in der Ikonographie und Symbolik vieler Yoga-Schulen erkennbare Bezugnahme auf die Philosophien des klassischen und des tantrischen Yoga sowie des Hinduismus. Religionswissenschaftlich ist hier eine synkretistische Form der Teilhabe am Hinduismus zu erkennen, die meist unterhalb der Schwelle vollständiger Identifikation stattfindet. Diese Aneignung vollzieht sich vielfach auf der Grundlage eingeführter esoterischer Vorstellungen. Eine partielle Identifikation mit hinduistischen Überzeugungen ist jedoch unverkennbar. Das manifestiert sich etwa in rituellen Eröffnungen von Yoga-Stunden mit Mantra-Singen. Anna Trökes, eine prominente Lehrerin des Körper-orientierten Hatha-Yoga erklärt dazu: „Mit der zunehmenden Verbreitung des integralen Denkens in unserer Zeit, die einhergeht mit einer Abnahme von Berührungsängsten mit allem, was Spiritualität bedeutet, beginnen sich nun allerdings die Interessen und Bedürfnisse sowohl der Yoga-Lehrer als auch der Teilnehmer langsam zu verlagern: Die einen bieten Unterricht an, der sich mehr an spirituellen und ganzheitlichen Inhalten orientiert, die anderen sind offener, diese Inhalte an sich heranzulassen.“ So wenden sich auch auf diesem Weg immer wieder Menschen aus dem Westen dem Hinduismus zu. Die Dynamik der Rezeption des Yoga im Zusammenhang mit der Aufnahme hinduistischer Ideen seit zweihundert Jahren hat Philip Goldberg kenntnisreich und detailliert für die amerikanische Kultur beschrieben. Dieser Prozess hat sich streckenweise in Wechselwirkung mit entsprechenden Entwicklungen in Deutschland vollzogen und im 20. Jh. zu ähnlichen Ergebnissen geführt.
Yoga wird christlicherseits durchaus in seiner religiösen Dimension wahrgenommen. Elemente des Yoga werden in christliche Meditationspraxis übernommen auf der Grundlage theoretischer oder praktischer Übereinstimmung mit christlichen Meditationslehren.

## Hinduistischer Tanz
Eine unverbindliche Form der Teilhabe am Hinduismus ist in der Verbreitung verschiedener Formen des klassischen indischen Tanzes zu erkennen, insbesondere des Bharatanatyam, des Kathak, oder des Odissi. Bharatanatyam ist Mythen-Tanz, dessen vielfältige Ausdrucksmittel auch zur Darstellung anderer religiöser Stoffe geeignet sind, dessen Ursprung in den Tamilischen Tempeln liegt und dessen Repertoire wesentlich hinduistisch ist. Bharatanatyam und andere Stile des klassischen indischen religiösen Tanzes werden in Deutschland an vielen Orten gelehrt und öffentlich aufgeführt.